# Lady Harrington
Lady Harrington est un film muet franco-britannique réalisé par Hewitt Claypoole Grantham-Hayes et Fred LeRoy Granville, sorti en 1926.

## Fiche technique
- Titre : Lady Harrington
- Réalisation : Hewitt Claypoole Grantham-Hayes et Fred LeRoy Granville
- Scénario : d'après un roman de Maurice Level[1]
- Photographie : Enzo Riccioni, James E. Rogers
- Société de production : Argus Film
- Société de distribution : Grandes Productions Cinématographiques
- Pays de production :  France,  Royaume-Uni
- Langue : film muet avec les intertitres  en français ou en anglais
- Format : Noir et blanc — 35 mm — 1,33:1 — Muet
- Métrage : 2 070 mètres
- Genre :
- Durée : 69 minutes (1 h 9)
- Dates de sortie :
  - France : 8 octobre 1926
  - Royaume-Uni : 28 juin 1927 (Londres) | 20 février 1928

## Distribution
- Claude France : Lady Harrington
- Maurice de Féraudy : Bréhaut
- Warwick Ward : Comte de Jaugé
- Joë Hamman : James Barker
- Charley Sov : Marquis de Forteville
- Francine Mussey : Catherine Bréhaut
- André Dubosc : Plessis-Renaud
- Jean-François Martial : Foulard, dit le Fox
- Choura Barrach
- Nathalie Greuze : Laura Boggioli
- Jacques Henley : Rivalta
- Raymond de Sarka

## Production
- Certaines scènes d'extérieur ont été tournées à Cannes en avril 1926. Un décor style Henri IV (en) a été construit pour le tournage au studio Menchen à Épinay[2].